# متحف منزل أليس أوستن
يقع منزل أليس أوستن منزل كلير كومفرت في 2 هيلان بوليفارد في قسم روزينبانك بجزيرة ستاتن في مدينة نيويورك. كان المنزل سكنًا للمصورة أليس أوستن لمعظم حياتها، وهو الآن متحف ومُدرج ضمن قائمة صندوق المنازل التاريخية. يدير المنزل جمعية تطوعية تُعرف باسم أصدقاء أليس أوستن.
أُدرج الكنزل أيضًا ضمن مشروع المواقع التاريخية لمجتمع الميم، وهو أول موقع تاريخي في مدينة نيويورك مخصص للمرأة يتم الاعتراف به على هذا النحو.

## التاريخ

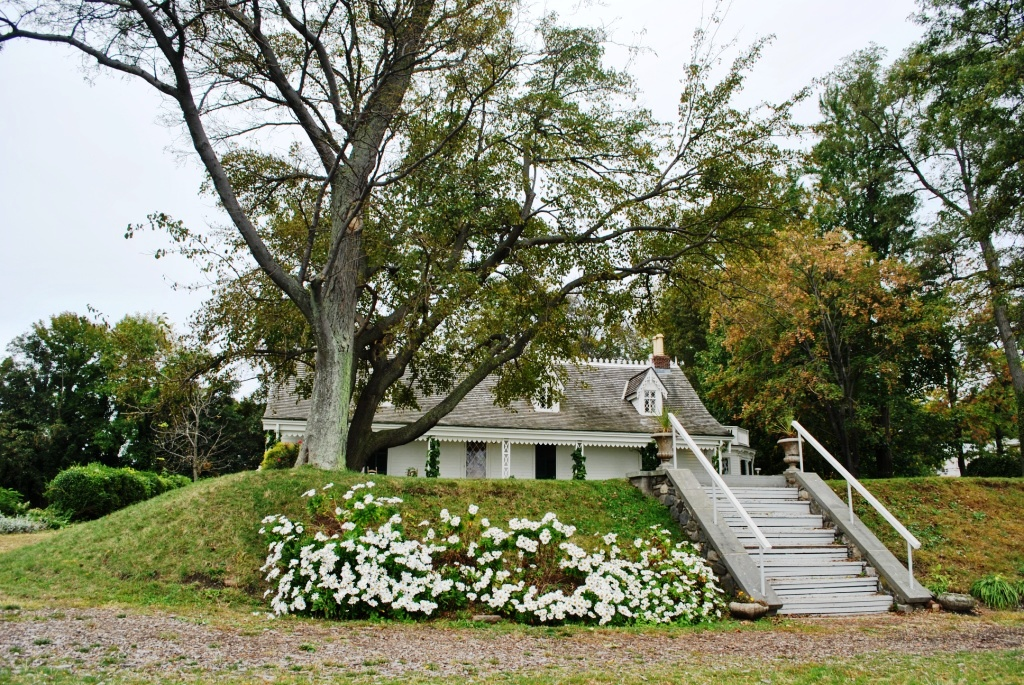
منظر للمنزل من الشاطئ.

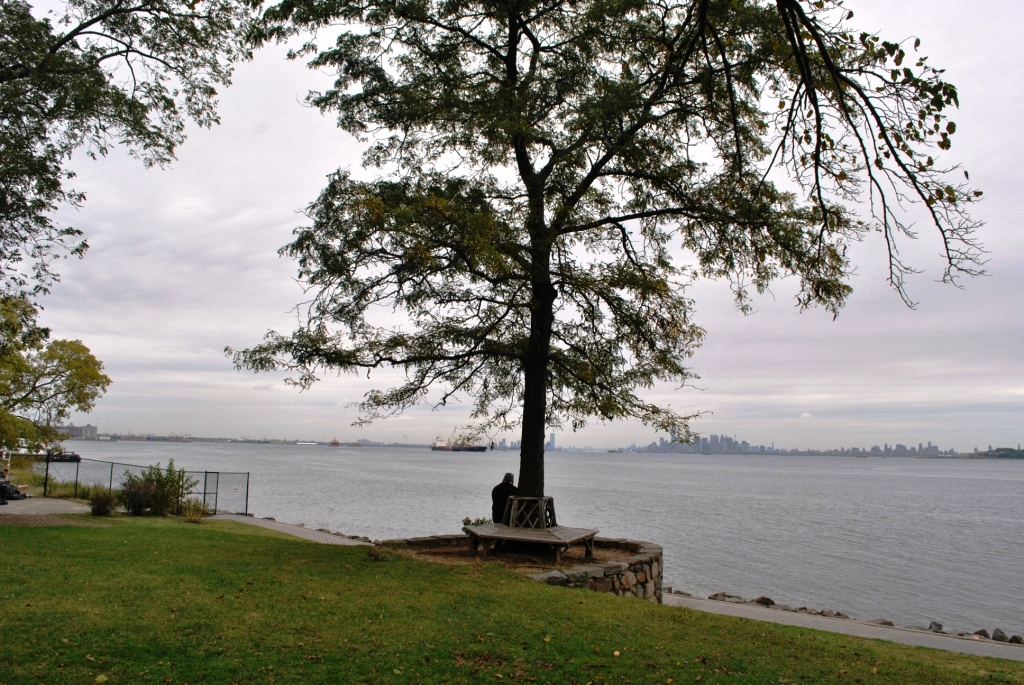
منظر مُطل على خليج نيويورك.

بُني المنزل في الأصل في تسعينيات القرن السادس عشر وأوائل القرن السابع عشر الميلادي باعتباره منزلًا استعماريًا هولنديًا من غرفة واحدة على شاطئ ميناء نيويورك بالقرب من المضيق، وكان الأخوان جاكوب جونسون ولامبرت جونسون أول قاطنين به . اشترى الأخوان جونسون 120 فدانًا من الأرض من جورج براون عام 1698. أقامت حماة جاكوب جونسون وينفريد كينج بنهام التي حوكمت بتهمة السحر في والينجفورد بولاية كونيتيكت في المنزل بعد تبرئتها ونفيها.
أُعيد تشكيل المنزل وتوسيعه عدة مرات في القرن التاسع عشر، وعلى الأخص بعد قيام جد أليس جون، هاجرتي أوستن بشرائه وإعادة تسميته وإعادة تشكيله في عام 1844.
قاد المصوران بيرينيس أبوت وفيليب جونسون في الخمسينيات والستينيات من القرن الماضي حملة للحفاظ على التراث التاريخي لإنقاذ المنزل من الهدم. أُدرج المنزل إلى قائمة السجل الوطني للأماكن التاريخية في عام 1970 وأصبح معلمًا لمدينة نيويورك في عام 1971. اشترت حكومة المدينة المنزل في عام 1975 وافتُتح للجمهور في عام 1985. وأصبح في عام 1993 معلمًا تاريخيًا وطنيًا، ثم أصبح في عام 2002 المنزل والاستوديو التاريخيان للفنانة .

## المعارض والأنشطة الخاصة بالمتحفي
شارك منزل أليس أوستن هاوس كمتحف في فعاليات برنامج سميثسونيان لأحداث يوم المتحف. قدم المتحف معرضه الأول في عام 2016 والذي ضم 35 مصورًا من ثلاثة أحياء في نيويورك. احتفل المتحف بذكرى ميلاد أليس أوستن الـ 150 خلال حفل استقبال الأعضاء لمعاينة المعرض. وشملت الأنشطة الأخرى محادثات ترينالي، والمناقشات مع الفنانين حول عملهم في مواضيع جزيرة ستاتن كمكان، وجزيرة ستاتن كمجتمع.
استضاف متحف ويتني في مارس 2016 حلقة بعنوان عيون جديد على متحف أليس أوستن، وهي حلقة نقاش كُرم خلالها التاريخ النسوي، وذكرى ميلاد أليس أوستن الـ 150، وضمت العلماء والأكاديميين والمؤرخين الذين حققوا في عملها الرائع وأسلوب حياتها غير التقليدي. كان هذا جزءًا من إعادة تفسير المتحف ليشمل جيرترود تيت، شريكة حياة أوستن منذ فترة طويلة. يتضمن هذا أيضًا بودكاست جديدًا بعنوان عزيزتي أليس.
أدى ذلك إلى تصنيف المتحف كأحد مواقع مجتمع الميم ضمن قائمة السجل الوطني للأماكن التاريخية.

## قصص مزعومة
أخبر أحد جيران المتحف أنه يمكن للمرء أن يسمع قعقعة السلاسل القادمة من القبو بعد منتصف الليل. ويعزى ذلك إلى أشباح العبيد الذين احتجزوا هناك أثناء الثورة الأمريكية. وشملت القصص المزعومة أيضًا قصة جندي بريطاني شنق نفسه من عارضة في الردهة بسبب قلبه المفطور على حبيبته، ويُقال إن صوت حذائه العسكري قد يُسمع في تلك الغرفة بعد منتصف الليل.

## روابط خارجية
- الموقع الرسمي